# San Luis Potosí (municipi)
San Luís Potosí és un dels 59 municipis de l'estat mexicà de San Luís Potosí. La seva capçalera és la localitat de San Luís Potosí.

## Geografia
El municipi de San Luís Potosí limita al nord amb els municipis de Moctezuma i Villa de Arista, a l'est amb Villa Hidalgo, Soledad de Graciano Sánchez, Cerro de San Pedro, al sud amb Zaragoza, Villa de Reyes i Villa de Arriaga, i a l'oest amb Mexquitic de Carmona i Ahualulco.
| Localitat            | Població |
| -------------------- | -------- |
| San Luís Potosí      | 685 934  |
| La Pila              | 5974     |
| Escalerillas         | 4422     |
| Laguna de Santa Rita | 2656     |

## Governants
Ciutadans que han exercit el càrrec d'alcaldes o presidents municipals.
| Periode | Funcionari                                 | Càrrec                       | Notes                                                      |
| ------- | ------------------------------------------ | ---------------------------- | ---------------------------------------------------------- |
| 1592    | Miguel Caldera                             | Justícia major               |                                                            |
| 1592    | Juan de Oñate                              | Alcalde major                |                                                            |
| 1593    | Juan de Oñate                              | Alcalde major                | Fins al el 25 d'octubre                                    |
| 1593    | Juan López del Riego                       | Alcalde major                | Nomenat el 13 d'octubre                                    |
| 1594    | Juan López del Riego                       | Alcalde major                |                                                            |
| 1595    | Juan López del Riego                       | Alcalde major                |                                                            |
| 1596    | Juan López del Riego                       | Alcalde major                | Cessà a principis d'any                                    |
| 1596    | Luis de Valderrama Saavedra                | Alcalde major                |                                                            |
| 1597    | Luis de Valderrama Saavedra                | Alcalde major                |                                                            |
| 1598    | Luis de Valderrama Saavedra                | Alcalde major                |                                                            |
| 1599    | Luis de Valderrama Saavedra                | Alcalde major                |                                                            |
| 1599    | Leonel de Cervantes                        | Alcalde major                | A finals d'any                                             |
| 1600    | Leonel Cervantes                           | Alcalde major                |                                                            |
| 1601    | Leonel Cervantes                           | Alcalde major                |                                                            |
| 1602    | Leonel Cervantes                           | Alcalde major                |                                                            |
| 1603    | Joan de Frías Salazar                      | Alcalde major                |                                                            |
| 1604    | Joan de Frías Salazar                      | Alcalde major                |                                                            |
| 1605    | Joan de Frías Salazar                      | Alcalde major                | Cessà en juny                                              |
| 1606    | Juan de Marmolejo                          | Alcalde major                |                                                            |
| 1607    | Juan de Marmolejo                          | Alcalde major                | Cessà en abril                                             |
| 1607    | Alonso de Oñate                            | Alcalde major                |                                                            |
| 1608    | Alonso de Oñate                            | Alcalde major                |                                                            |
| 1609    | Alonso de Oñate                            | Alcalde major                |                                                            |
| 1609    | Francisco Mejía de Carvajal                | Alcalde major                | En novembre                                                |
| 1610    | Francisco Mejía de Carvajal                | Alcalde major                |                                                            |
| 1611    | Francisco Mejía de Carvajal                | Alcalde major                | Cessà en novembre i morí                                   |
| 1612    | Juan Zaldívar Mendoza                      | Alcalde major                |                                                            |
| 1613    | Juan Zaldívar Mendoza                      | Alcalde major                | Cesó                                                       |
| 1613    | Pedro Salazar                              | Alcalde major                | A l'agosto ja exercia el càrrec                            |
| 1614    | Pedro de Salazar                           | Alcalde major                |                                                            |
| 1615    | Pedro Salazar                              | Alcalde major                |                                                            |
| 1616    | Pedro Salazar                              | Alcalde major                |                                                            |
| 1617    | Pedro Salazar                              | Alcalde major                |                                                            |
| 1618    | Pedro Salazar                              | Alcalde major                |                                                            |
| 1619    | Alonso Guajardo Mejía                      | Alcalde major                |                                                            |
| 1620    | Alonso Guajardo Mejía                      | Alcalde major                |                                                            |
| 1621    | Alonso Guajardo Mejía                      | Alcalde major                | Cessà a mitjans de l'any                                   |
| 1621    | Alonso Tello Guzmán                        | Alcalde major                |                                                            |
| 1622    | Alonso Tello Guzmán                        | Alcalde major                |                                                            |
| 1623    | Alonso Tello Guzmán                        | Alcalde major                | Morí el 27 de gerner                                       |
| 1623    | Juan Cerezo de Salamanca                   | Alcalde major                | Des de març                                                |
| 1624    | Juan de Cerezo de Salamanca                | Alcalde major                |                                                            |
| 1625    | Juan de Cerezo de Salamanca                | Alcalde major                |                                                            |
| 1626    | Juan de Cerezo de Salamanca                | Alcalde major                | Cessà en juliol                                            |
| 1626    | Diego de Astudillo Carrillo                | Alcalde major                | A fines del año; días después dejó el cargo                |
| 1627    | Martín del Pozo y Aguilar                  | Alcalde major                |                                                            |
| 1628    | Martín del Pozo y Aguilar                  | Alcalde major                |                                                            |
| 1629    | Martín del Pozo y Aguilar                  | Alcalde major                |                                                            |
| 1630    | Martín del Pozo y Aguilar                  | Alcalde major                |                                                            |
| 1631    | Martín del Pozo y Aguilar                  | Alcalde major                | Cessà en juny                                              |
| 1631    | Pedro de Vértiz                            | Alcalde major                |                                                            |
| 1632    | Pedro de Vértiz                            | Alcalde major                |                                                            |
| 1633    | Pedro de Vértiz                            | Alcalde major                |                                                            |
| 1634    | Pedro de Vértiz                            | Alcalde major                |                                                            |
| 1635    | Pedro de Vértiz                            | Alcalde major                |                                                            |
| 1636    | Pedro de Vértiz                            | Alcalde major                |                                                            |
| 1637    | Lope de Mozalve y Almendáriz               | Alcalde major                |                                                            |
| 1638    | Lope de Mozalve y Almendáriz               | Alcalde major                |                                                            |
| 1639    | Lope de Mozalve y Almendáriz               | Alcalde major                |                                                            |
| 1640    | Lope de Mozalve y Almendáriz               | Alcalde major                |                                                            |
| 1640    | Álvaro Ramírez de Arellano                 | Alcalde major                | febrer                                                     |
| 1641    | Lope de Mozalve y Almendáriz               | Alcalde major                |                                                            |
| 1641    | León de Alza                               | Alcalde major                | Nomenat el 20 de septiembre de 1640                        |
| 1642    | León de Alza                               | Alcalde major                |                                                            |
| 1643    | León de Alza                               | Alcalde major                |                                                            |
| 1644    | León de Alza                               | Alcalde major                |                                                            |
| 1645    | León de Alza                               | Alcalde major                |                                                            |
| 1646    | León de Alza                               | Alcalde major                |                                                            |
| 1647    | León de Alza                               | Alcalde major                | Cessà a fin                                                |
| 1647    | Nicolás de Bonilla y Bastida               | Alcalde major                | Fin de año                                                 |
| 1648    | Nicolás de Bonilla y Bastida               | Alcalde major                |                                                            |
| 1649    | Nicolás de Bonilla y Bastida               | Alcalde major                |                                                            |
| 1650    | Nicolás de Bonilla y Bastida               | Alcalde major                | Cessà el març                                              |
| 1650    | Alonso de Guzmán                           | Alcalde major                |                                                            |
| 1651    | Alonso de Guzmán                           | Alcalde major                |                                                            |
| 1652    | Alonso de Guzmán                           | Alcalde major                | Cessà                                                      |
| 1652    | Diego de Ulloa Pereira                     | Alcalde major                | Des de març                                                |
| 1653    | Diego de Ulloa Pereira                     | Alcalde major                | Cessà en novembre                                          |
| 1653    | Juan Antonio de Irurzun                    | Alcalde major                |                                                            |
| 1654    | Juan Antonio de Irurzun                    | Alcalde major                | Prengué possessió el juliol                                |
| 1655    | Juan Antonio de Irurzun                    | Alcalde major                |                                                            |
| 1656    | Juan Antonio de Irurzun                    | Alcalde major                | Setembre                                                   |
| 1657    | Juan Antonio de Irurzun                    | Alcalde major                |                                                            |
| 1658    | Bernardo Pérez de Azpilicueta              | Alcalde major                |                                                            |
| 1659    | Bernardo Pérez de Azpilicueta              | Alcalde major                | Cessà el 21 de abril, pero continuà fins al gener del 1660 |
| (1659)  | Tristán Luna y Arellano                    | Alcalde major                | Nomenat per reial provisió el 9 de maig                    |
| 1660    | Bernardo Pérez de Azpilicueta              | Alcalde major                |                                                            |
| 1660    | Tristán Luna y Arellano                    | Alcalde major                |                                                            |
| 1661    | Tristán Luna y Arellano                    | Alcalde major                | Cesó                                                       |
| 1661    | Juan Ruiz de Zavala y Lois                 | Alcalde major                | març                                                       |
| 1661    | Fernando de Torres y Ávila                 | Alcalde major                | juny                                                       |
| 1662    | Fernando de Torres y Ávila                 | Alcalde major                |                                                            |
| 1663    | Fernando de Torres y Ávila                 | Alcalde major                |                                                            |
| 1664    | Fernando de Torres y Ávila                 | Alcalde major                |                                                            |
| 1664    | Pedro Sáenz Izquierdo                      | Alcalde major                | Nomenat el 11 de novembre                                  |
| 1665    | Pedro Sáenz Izquierdo                      | Alcalde major                |                                                            |
| 1666    | Pedro Sáenz Izquierdo                      | Alcalde major                |                                                            |
| 1666    | Bartolomé de Estrada y Valdés              | Alcalde major                | Nomenat el 17 de desembre                                  |
| 1666    | Diego de Valdés                            | Alcalde major                | Nomenat el 20 desembre                                     |
| 1667    | Bartolomé de Estrada y Valdés              | Alcalde major                |                                                            |
| 1668    | Bartolomé de Estrada y Valdés              | Alcalde major                | Cessà en desembre                                          |
| 1668    | Alfonso Flores y Valdés                    | Alcalde major                | Nomenat el 14 d'octubre                                    |
| 1669    | Alfonso Flores y Valdés                    | Alcalde major                |                                                            |
| 1670    | Alfonso Flores y Valdés                    | Alcalde major                | Cesó                                                       |
| 1670    | Juan Ruiz de Zavala y Lois                 | Alcalde major                | Nomenat el 16 de novembre                                  |
| 1671    | Juan Ruiz de Zavala y Lois                 | Alcalde major                |                                                            |
| 1672    | Juan Ruiz de Zavala y Lois                 | Alcalde major                |                                                            |
| 1673    | Juan Ruiz de Zavala y Lois                 | Alcalde major                |                                                            |
| 1674    | Feliciano Hurtado de Amézaga Salazar       | Alcalde major                | Gener a juny                                               |
| 1674    | Martín de Mendalde                         | Alcalde major                | Nomenat el 8 de febrer; arribà al juliol                   |
| 1675    | Martín de Mendalde                         | Alcalde major                |                                                            |
| 1676    | Martín de Mendalde                         | Alcalde major                |                                                            |
| 1677    | Martín de Mendalde                         | Alcalde major                |                                                            |
| 1677    | Francisco de Gatica                        | Alcalde major                |                                                            |
| 1677    | Pedro de Ullate Ordóñez                    | Alcalde major                | desembre                                                   |
| 1678    | Pedro de Ullate Ordóñez                    | Alcalde major                |                                                            |
| 1679    | Pedro de Ullate Ordóñez                    | Alcalde major                |                                                            |
| 1680    | Pedro de Ullate Ordóñez                    | Alcalde major                |                                                            |
| 1680    | Luis Francisco de Ullate y Escobedo        | Alcalde major                | De juny a desembre                                         |
| 1680    | Juan de Camacho Xayna                      | Alcalde major                | 1 de desembre                                              |
| 1681    | Juan de Camacho Xayna                      | Alcalde major                |                                                            |
| 1682    | Juan de Camacho Xayna                      | Alcalde major                |                                                            |
| 1683    | Juan de Camacho Xayna                      | Alcalde major                |                                                            |
| 1684    | Juan de Camacho Xayna                      | Alcalde major                |                                                            |
| 1685    | Juan de Camacho Xayna                      | Alcalde major                | Fins a mitjans de juny                                     |
| 1685    | Juan Bautista Ansaldo de Peralta           | Alcalde major                |                                                            |
| 1686    | Juan Bautista Ansaldo de Peralta           | Alcalde major                |                                                            |
| 1687    | Juan Bautista Ansaldo de Peralta           | Alcalde major                |                                                            |
| 1687    | Bernardo de Iñiguez de Vayo                | Alcalde major                | A finals de juliol                                         |
| 1688    | Bernardo de Iñiguez de Vayo                | Alcalde major                |                                                            |
| 1689    | Bernardo de Iñiguez de Vayo                | Alcalde major                |                                                            |
| 1690    | Bernardo de Iñiguez de Vayo                | Alcalde major                |                                                            |
| 1690    | Alonso Muñoz de Castiblanque               | Alcalde major                | En juny                                                    |
| 1691    | Alonso Muñoz de Castiblanque               | Alcalde major                |                                                            |
| 1692    | Alonso Muñoz de Castiblanque               | Alcalde major                | Cesó                                                       |
| 1692    | Domingo Terán de los Ríos                  | Alcalde major                | 25 d'agost                                                 |
| 1693    | Domingo Terán de los Ríos                  | Alcalde major                |                                                            |
| 1693    | Pascual Álvarez Serrano                    | Alcalde major                | febrer                                                     |
| 1694    | Domingo Terán de los Ríos                  | Alcalde major                | Cesó                                                       |
| 1694    | Francisco Eusebio del Castillo y Saavedra  | Alcalde major                | Entró por el mes de març                                   |
| 1695    | Francisco Eusebio del Castillo y Saavedra  | Alcalde major                |                                                            |
| 1696    | Francisco Eusebio del Castillo y Saavedra  | Alcalde major                |                                                            |
| 1697    | Francisco Eusebio del Castillo y Saavedra  | Alcalde major                |                                                            |
| 1698    | Francisco Eusebio del Castillo y Saavedra  | Alcalde major                |                                                            |
| 1698    | Antonio Fernández del Rivero               | Alcalde major                |                                                            |
| 1699    | Antonio Fernández del Rivero               | Alcalde major                |                                                            |
| 1700    | Antonio Fernández del Rivero               | Alcalde major                |                                                            |
| 1701    | Antonio Fernández del Rivero               | Alcalde major                |                                                            |
| 1701    | Juan Orejón de la Lama y Medrano           | Alcalde major                |                                                            |
| 1702    | Juan Orejón de la Lama y Medrano           | Alcalde major                |                                                            |
| 1703    | Juan Orejón de la Lama y Medrano           | Alcalde major                |                                                            |
| 1704    | Juan Orejón de la Lama y Medrano           | Alcalde major                |                                                            |
| 1705    | Juan Orejón de la Lama y Medrano           | Alcalde major                |                                                            |
| 1706    | Manuel Diez Llanos                         | Alcalde major                |                                                            |
| 1706    | Andrés Álvarez Maldonado                   | Alcalde major                |                                                            |
| 1707    | Andrés Álvarez Maldonado                   | Alcalde major                |                                                            |
| 1708    | Andrés Álvarez Maldonado                   | Alcalde major                |                                                            |
| 1709    | Andrés Álvarez Maldonado                   | Alcalde major                | Cessà el 23 de febrer                                      |
| 1709    | Coronel Sebastián de Oloris                | Alcalde major                |                                                            |
| 1710    | Coronel Sebastián de Oloris                | Alcalde major                |                                                            |
| 1711    | Coronel Sebastián de Oloris                | Alcalde major                |                                                            |
| 1712    | Coronel Sebastián de Oloris                | Alcalde major                |                                                            |
| 1713    | Coronel Sebastián de Oloris                | Alcalde major                |                                                            |
| 1714    | Francisco José Vélez Escalante             | Alcalde major                |                                                            |
| 1715    | Francisco José Vélez Escalante             | Alcalde major                |                                                            |
| 1716    | Francisco José Vélez Escalante             | Alcalde major                |                                                            |
| 1716    | Ventura de Zavala y Balanza                | Alcalde major                |                                                            |
| 1717    | Ventura de Zavala y Balanza                | Alcalde major                |                                                            |
| 1718    | Leonardo de la Mora y Torres               | Alcalde major                |                                                            |
| 1719    | Leonardo de la Mora y Torres               | Alcalde major                |                                                            |
| 1719    | Juan Ángel Roldán                          | Alcalde major                |                                                            |
| 1720    | Leonardo de la Mora y Torres               | Alcalde major                |                                                            |
| 1721    | Leonardo de la Mora y Torres               | Alcalde major                |                                                            |
| 1719    | Juan Leandro Pérez Serrano                 | Alcalde major                | 30 de maig                                                 |
| 1722    | Juan Leandro Pérez Serrano                 | Alcalde major                |                                                            |
| 1723    | Juan Leandro Pérez Serrano                 | Alcalde major                |                                                            |
| 1723    | Antonio Ruiz de Huidobro y Sarabia         | Alcalde major                | 13 d'octubre de 1722                                       |
| 1724    | Antonio Ruiz de Huidobro y Sarabia         | Alcalde major                |                                                            |
| 1725    | Antonio Ruiz de Huidobro y Sarabia         | Alcalde major                |                                                            |
| 1726    | Antonio Ruiz de Huidobro y Sarabia         | Alcalde major                |                                                            |
| 1727    | Antonio Ruiz de Huidobro y Sarabia         | Alcalde major                |                                                            |
| 1728    | Antonio Ruiz de Huidobro y Sarabia         | Alcalde major                |                                                            |
| 1729    | Antonio Ruiz de Huidobro y Sarabia         | Alcalde major                | Falleció                                                   |
| 1729    | Fernando Manuel Monroy y Carrillo          | Alcalde major                | 17 de març                                                 |
| 1730    | Fernando Manuel Monroy y Carrillo          | Alcalde major                |                                                            |
| 1731    | Fernando Manuel Monroy y Carrillo          | Alcalde major                | Cessà en juny                                              |
| 1731    | Victoriano de Oliván                       | Alcalde major                |                                                            |
| 1732    | Victoriano de Oliván                       | Alcalde major                |                                                            |
| 1733    | Victoriano de Oliván                       | Alcalde major                |                                                            |
| 1734    | Victoriano de Oliván                       | Alcalde major                |                                                            |
| 1734    | Antonio Francisco de Medina y Calderón     | Alcalde major                | Septiembre                                                 |
| 1735    | Antonio Francisco de Medina y Calderón     | Alcalde major                |                                                            |
| 1736    | Victoriano de Oliván                       | Alcalde major                |                                                            |
| 1737    | Victoriano de Oliván                       | Alcalde major                |                                                            |
| 1738    | Victoriano de Oliván                       | Alcalde major                |                                                            |
| 1739    | Victoriano de Oliván                       | Alcalde major                |                                                            |
| 1740    | Victoriano de Oliván                       | Alcalde major                |                                                            |
| 1740    | Luis Vélez de las Cuevas Cabeza de Vaca    | Alcalde major                | desembre                                                   |
| 1741    | Luis Vélez de las Cuevas Cabeza de Vaca    | Alcalde major                |                                                            |
| 1742    | Miguel Yánez                               | Alcalde major                | 26 de enero                                                |
| 1743    | Miguel Yánez                               | Alcalde major                |                                                            |
| 1744    | Miguel Yánez                               | Alcalde major                |                                                            |
| 1745    | Miguel Yánez                               | Alcalde major                |                                                            |
| 1745    | Julián de Corzánigo                        | Alcalde major                | Abril                                                      |
| 1746    | Julián de Corzánigo                        | Alcalde major                |                                                            |
| 1747    | Julián de Corzánigo                        | Alcalde major                |                                                            |
| 1748    | Juan Coutiño de los Ríos                   | Alcalde major                | Agosto                                                     |
| 1749    | Juan Coutiño de los Ríos                   | Alcalde major                |                                                            |
| 1749    | Luis Lasso de la Vega y Ponce de León      | Alcalde major                |                                                            |
| 1750    | Luis Lasso de la Vega y Ponce de León      | Alcalde major                |                                                            |
| 1751    | Luis Lasso de la Vega y Ponce de León      | Alcalde major                |                                                            |
| 1752    | Luis Lasso de la Vega y Ponce de León      | Alcalde major                |                                                            |
| 1753    | Luis Lasso de la Vega y Ponce de León      | Alcalde major                |                                                            |
| 1753    | Joseph Xavier Gatuno y Lemos               | Alcalde major                |                                                            |
| 1754    | Joseph Xavier Gatuno y Lemos               | Alcalde major                |                                                            |
| 1755    | Joseph Xavier Gatuno y Lemos               | Alcalde major                |                                                            |
| 1756    | Joseph Xavier Gatuno y Lemos               | Alcalde major                |                                                            |
| 1757    | Joseph Xavier Gatuno y Lemos               | Alcalde major                |                                                            |
| 1758    | Joseph Xavier Gatuno y Lemos               | Alcalde major                |                                                            |
| 1759    | Joseph Xavier Gatuno y Lemos               | Alcalde major                |                                                            |
| 1759    | Tomás de Costa y Uribe                     | Alcalde major                |                                                            |
| 1760    | Tomás de Costa y Uribe                     | Alcalde major                |                                                            |
| 1761    | Tomás de Costa y Uribe                     | Alcalde major                |                                                            |
| 1762    | Tomás de Costa y Uribe                     | Alcalde major                |                                                            |
| 1763    | Tomás de Costa y Uribe                     | Alcalde major                |                                                            |
| 1764    | Tomás de Costa y Uribe                     | Alcalde major                |                                                            |
| 1765    | Tomás de Costa y Uribe                     | Alcalde major                | Cessà el 27 de gener                                       |
| 1765    | Andrés de Urbina Gaviria y Eguíluz         | Alcalde major                |                                                            |
| 1766    | Andrés de Urbina Gaviria y Eguíluz         | Alcalde major                |                                                            |
| 1767    | Andrés de Urbina Gaviria y Eguíluz         | Alcalde major                |                                                            |
| 1768    | Andrés de Urbina Gaviria y Eguíluz         | Alcalde major                |                                                            |
| 1769    | Andrés de Urbina Gaviria y Eguíluz         | Alcalde major                |                                                            |
| 1770    | Andrés de Urbina Gaviria y Eguíluz         | Alcalde major                | Cessà el 2 de setembre                                     |
| 1771    | Fernando Rubín de Celis Pariente y Noriega | Alcalde major                |                                                            |
| 1772    | Fernando Rubín de Celis Pariente y Noriega | Alcalde major                |                                                            |
| 1773    | Fernando Rubín de Celis Pariente y Noriega | Alcalde major                |                                                            |
| 1774    | Antonio Joaquín de Llano y Villaurrutia    | Alcalde major                |                                                            |
| 1775    | Antonio Joaquín de Llano y Villaurrutia    | Alcalde major                |                                                            |
| 1776    | Antonio Joaquín de Llano y Villaurrutia    | Alcalde major                | Cessà el juliol                                            |
| 1776    | Jacinto Pérez de arroyo                    | Alcalde major                |                                                            |
| 1777    | Jacinto Pérez de arroyo                    | Alcalde major                |                                                            |
| 1778    | Jacinto Pérez de arroyo                    | Alcalde major                |                                                            |
| 1779    | Jacinto Pérez de arroyo                    | Alcalde major                | morí el 29 de desembre                                     |
| 1779    | Manuel Días Fernández                      | Alcalde major                | 29 de desembre                                             |
| 1780    | Manuel Días Fernández                      | Alcalde major                |                                                            |
| 1781    | Manuel Días Fernández                      | Alcalde major                |                                                            |
| 1782    | Manuel Días Fernández                      | Alcalde major                | Cessà al març                                              |
| 1782    | Juan Antonio Flores                        | Alcalde major                |                                                            |
| 1782    | Joseph de Castillo y Loaeza                | Alcalde major                |                                                            |
| 1783    | Joseph de Castillo y Loaeza                | Alcalde major                |                                                            |
| 1784    | Joseph de Castillo y Loaeza                | Alcalde major                |                                                            |
| 1785    | Joseph de Castillo y Loaeza                | Alcalde major                |                                                            |
| 1786    | Joseph de Castillo y Loaeza                | Alcalde major                |                                                            |
| 1787    | Joseph de Castillo y Loaeza                | Alcalde major                | Cessà                                                      |
| 1787    | Bruno Díaz de Salcedo                      | Intendent                    | 25 d'octubre                                               |
| 1788    | Bruno Díaz de Salcedo                      | Intendent                    |                                                            |
| 1789    | Bruno Díaz de Salcedo                      | Intendent                    |                                                            |
| 1790    | Bruno Díaz de Salcedo                      | Intendent                    |                                                            |
| 1791    | Bruno Díaz de Salcedo                      | Intendent                    |                                                            |
| 1792    | Bruno Díaz de Salcedo                      | Intendent                    |                                                            |
| 1793    | Bruno Díaz de Salcedo                      | Intendent                    |                                                            |
| 1794    | Bruno Díaz de Salcedo                      | Intendent                    |                                                            |
| 1795    | Bruno Díaz de Salcedo                      | Intendent                    |                                                            |
| 1796    | Bruno Díaz de Salcedo                      | Intendent                    |                                                            |
| 1797    | Bruno Díaz de Salcedo                      | Intendent                    |                                                            |
| 1798    | Bruno Díaz de Salcedo                      | Intendent                    |                                                            |
| 1799    | Bruno Díaz de Salcedo                      | Intendent                    | morí el 2 de novembre                                      |
| 1799    | Vicente Bernabéu                           | Intendent Interí             |                                                            |
| 1800    | Vicente Bernabéu                           | Intendent Interí             |                                                            |
| 1800    | Cristóbal de Corbalán                      | Intendent Interí             |                                                            |
| 1801    | Cristóbal de Corbalán                      | Intendent Interí             |                                                            |
| 1801    | Onésimo Antonio Durán                      | Intendent                    |                                                            |
| 1802    | Onésimo Antonio Durán                      | Intendent                    |                                                            |
| 1803    | Onésimo Antonio Durán                      | Intendent                    | Cessà el 22 de novembre                                    |
| 1803    | Manuel Ampudia                             | Intendent                    |                                                            |
| 1804    | Manuel Ampudia                             | Intendent                    | Marxà el 30 de novembre                                    |
| 1805    | Joseph Ignacio Vélez                       | Intendent Interí             | Cessà el febrer                                            |
| 1805    | Joseph Manuel Ruiz de Aguirre              | Intendent Interí             |                                                            |
| 1806    | Joseph Manuel Ruiz de Aguirre              | Intendent Interí             |                                                            |
| 1807    | Joseph Manuel Ruiz de Aguirre              | Intendent Interí             |                                                            |
| 1808    | Joseph Manuel Ruiz de Aguirre              | Intendent Interí             |                                                            |
| 1809    | Joseph Manuel Ruiz de Aguirre              | Intendent Interí             |                                                            |
| 1810    | Joseph Manuel Ruiz de Aguirre              | Intendent Interí             |                                                            |
| 1810    | Manuel Jacinto de Acevedo                  | Intendent                    |                                                            |
| 1811    | Manuel Jacinto de Acevedo                  | Intendent                    |                                                            |
| 1812    | Manuel Jacinto de Acevedo                  | Intendent                    |                                                            |
| 1813    | Manuel Jacinto de Acevedo                  | Intendent i corregidor       |                                                            |
| 1813    | Manuel Jacinto de Acevedo                  | Intendent i cap polític      | 4 de juliol                                                |
| 1814    | Manuel Jacinto de Acevedo                  | Intendent                    |                                                            |
| 1815    | Manuel Jacinto de Acevedo                  | Intendent                    |                                                            |
| 1816    | Manuel Jacinto de Acevedo                  | Intendent                    |                                                            |
| 1817    | Manuel Jacinto de Acevedo                  | Intendent                    |                                                            |
| 1818    | Manuel Jacinto de Acevedo                  | Intendent                    |                                                            |
| 1819    | Manuel Jacinto de Acevedo                  | Intendent                    |                                                            |
| 1820    | Manuel Jacinto de Acevedo                  | Intendent                    |                                                            |
| 1821    | Manuel Jacinto de Acevedo                  | Intendent i cap polític      |                                                            |
| 1821    | Manuel Jacinto de Acevedo                  | Intendent i cap de l'exèrcit |                                                            |
| 1822    | Manuel Jacinto de Acevedo                  | Intendent                    | Es jubilà el 20 de març                                    |
| 1823    | José Ildefonso Díaz de León                | Cap polític                  |                                                            |
| 1824    | José Ildefonso Díaz de León                | Gobernador Interí            |                                                            |
| 1825    | Pantaleón de Ipiña                         | Alcalde                      |                                                            |
| 1826    | Eulogio Esnaurrízar                        | Alcalde                      |                                                            |
| 1827    | Ignacio de Aztegui                         | Prefecte                     |                                                            |
| 1828    | Ignacio de Aztegui                         | Prefecte                     |                                                            |
| 1829    | Ignacio de Aztegui                         | Prefecte                     | Renuncià                                                   |
| 1829    | José Gregorio Sousa                        | Prefecte                     | Des de l'1 de febrer                                       |
| 1830    | Jesús Valdés                               | Prefecte                     |                                                            |
| 1830    | Manuel Othón                               | Prefecte                     |                                                            |
| 1830    | Teniente Coronel Manuel Sánchez            | Prefecte                     | 21 de juliol                                               |
| 1831    | Andrés de la Gándara                       | Alcalde                      |                                                            |
| 1832    | Andrés de la Gándara                       | Alcalde                      |                                                            |
| 1833    | José Vicente Liñán                         | Prefecte                     |                                                            |
| 1834    | Pedro Hernández                            | Prefecte                     |                                                            |
| 1835    | Andrés de la Gándara                       | Prefecte                     |                                                            |
| 1836    | Andrés de la Gándara                       | Alcalde                      |                                                            |
| 1837    | Francisco de P. Cabrera y Alderete         | Prefecte                     |                                                            |
| 1838    | José María Otaegui                         | Alcalde                      |                                                            |
| 1839    | Francisco de P. Cabrera y Alderete         | Prefecte                     |                                                            |
| 1840    | José María Faz y Cardona                   | Prefecte                     |                                                            |
| 1841    | José Mateo Terán                           | Prefecte                     |                                                            |
| 1842    | José Mateo Terán                           | Prefecte                     |                                                            |
| 1843    | José Eulogio Esnaurrízar                   | Prefecte                     | Renunció en maig                                           |
| 1844    | Pablo de la Barrera                        | Prefecte                     |                                                            |
| 1845    | Francisco Escalante                        | Prefecte                     |                                                            |
| 1845    | Luzardo Lechón                             | Prefecte                     |                                                            |
| 1846    | Juan Nepomuceno González                   | Prefecte                     |                                                            |
| 1847    | Francisco Fregoso                          | Prefecte                     |                                                            |
| 1848    | Mariano Martínez                           | Prefecte                     |                                                            |
| 1849    | Silvestre López Portillo                   | Prefecte                     |                                                            |
| 1850    | Silvestre López Portillo                   | Prefecte                     |                                                            |
| 1851    | Silvestre López Portillo                   | Prefecte                     |                                                            |
| 1851    | José Álvarez y Sagástegui                  | Prefecte                     |                                                            |
| 1852    | Nicolás Mascorro                           | Prefecte                     |                                                            |
| 1853    | José Álvarez y Sagastegui                  | Prefecte                     |                                                            |
| 1853    | Nicolás Mascorro                           | Prefecte Interí              |                                                            |
| 1853    | Eulalio Degollado                          | Prefecte                     |                                                            |
| 1854    | General Pánfilo Barasroda                  | Prefecte                     |                                                            |
| 1855    | General Pánfilo Barasroda                  | Prefecte                     |                                                            |
| 1855    | Eulalio Degollado                          | Prefecte                     |                                                            |
| 1855    | Manuel Vejo                                | President de l'Ajuntament    |                                                            |
| 1855    | Camilo Bros                                | Prefecte                     |                                                            |
| 1855    | Juan Othón                                 | Prefecte                     |                                                            |
| 1855    | Nicolás Mascorro                           | Alcalde                      |                                                            |
| 1856    | Carlos María Escobar                       | Prefecte                     |                                                            |
| 1857    | José María Aranda                          | Prefecte                     |                                                            |
| 1857    | Francisco López de Nava                    | Prefecte Interí              |                                                            |
| 1858    | Mariano Gordoa                             | Prefecte                     |                                                            |
| 1858    | Nicolás Mascorro                           | Prefecte                     |                                                            |
| 1859    | Pedro Diez Gutiérrez                       | Prefecte                     |                                                            |
| 1859    | Ramón Calvillo                             | Alcalde                      |                                                            |
| 1860    | Juan Othón                                 | Prefecte                     |                                                            |
| 1860    | Ambrosio Espinoza                          | Prefecte                     |                                                            |
| 1861    | ¿?                                         | Prefecte                     |                                                            |
| 1862    | ¿?                                         | Prefecte                     |                                                            |
| 1863    | José Castillo                              | Prefecte Interí              |                                                            |
| 1864    | José Castillo                              | Prefecte Interí              |                                                            |
| 1864    | Nicolás Mascorro                           | Prefecte municipal           | Fins a l'agosto                                            |
| 1864    | Pedro Diez Gutiérrez                       | Prefecte municipal           |                                                            |
| 1865    | Pedro Diez Gutiérrez                       | Prefecte municipal           | Cessà el juny                                              |
| 1865    | Nicolás Mascorro                           | Prefecte municipal           | Cessà el novembre                                          |
| 1865    | Francisco Estrada                          | Prefecte municipal           |                                                            |
| 1866    | Francisco Estrada                          | Prefecte alcalde municipal   |                                                            |
| 1866    | Octaviano Cabrera Lacavex                  | Prefecte alcalde municipal   | 16 de març                                                 |
| 1866    | Juan Othón                                 | Prefecte alcalde municipal   | 27 d'octubre                                               |
| 1866    | Isidro Bustamante                          | Cap polític Interí           |                                                            |
| 1867    | Toribio Saldaña                            | Cap polític                  |                                                            |
| 1867    | Hilario Delgado                            | Cap polític                  |                                                            |
| 1868    | José Trinidad Domínguez                    | Cap polític                  |                                                            |
| 1869    | Rafael Montante                            | Cap polític                  |                                                            |
| 1870    | Francisco de P. Palomo                     | Cap polític                  |                                                            |
| 1871    | Lino Maldonado                             | Cap polític Interí           | En maig                                                    |
| 1871    | Florencio Cabrera Lacavex                  | President de l'Ajuntament    |                                                            |
| 1872    | Manuel Muro                                | Cap polític                  |                                                            |
| 1872    | Lino Maldonado                             | Cap polític                  |                                                            |
| 1873    | Tomás Ortiz de Parada                      | President de l'Ajuntament    |                                                            |
| 1874    | José Encarnación Ipiña                     | Cap polític presidente       |                                                            |
| 1875    | Agustín Álvarez                            | Cap polític propietari       |                                                            |
| 1876    | Agustín Álvarez                            | Cap polític propietari       |                                                            |
| 1877    | Antonio Espinoza y Cervantes               | Cap polític propietari       |                                                            |
| 1877    | Manuel Muro                                | Cap polític propietari       | 22 de juny                                                 |
| 1878    | Mónico Rubalcaba                           | Cap polític propietari       |                                                            |
| 1879    | Nabor Macías                               | Cap polític propietari       |                                                            |
| 1880    | Francisco Limón                            | Cap polític propietari       |                                                            |
| 1881    | Indalecio Rodríguez                        | Cap polític propietari       |                                                            |
| 1882    | Ladislao Tovar                             | Cap polític propietari       |                                                            |
| 1883    | Matías Hernández Soberón                   | Cap polític propietari       |                                                            |
| 1884    | Antonio Montero                            | Cap polític propietari       |                                                            |
| 1885    | Macedonio Gómez                            | Cap polític propietari       |                                                            |
| 1886    | Antonio Espinoza y Cervantes               | Cap polític propietari       |                                                            |
| 1887    | Antonio Espinoza y Cervantes               | Cap polític propietari       |                                                            |
| 1888    | Antonio Espinoza y Cervantes               | Cap polític propietari       |                                                            |
| 1889    | Antonio Espinoza y Cervantes               | Cap polític propietari       |                                                            |
| 1890    | Antonio Espinoza y Cervantes               | Cap polític propietari       |                                                            |
| 1891    | Francisco Bustamante                       | Cap polític propietari       |                                                            |
| 1892    | Francisco Bustamante                       | Cap polític propietari       |                                                            |
| 1893    | Francisco Bustamante                       | Cap polític propietari       |                                                            |
| 1894    | Francisco Bustamante                       | Cap polític propietari       |                                                            |
| 1895    | Francisco Bustamante                       | Cap polític propietari       |                                                            |
| 1896    | Francisco Bustamante                       | Cap polític propietari       |                                                            |
| 1897    | Blas Escontría Bustamante                  | Cap polític propietari       |                                                            |
| 1898    | Blas Escontría Bustamante                  | Cap polític propietari       |                                                            |
| 1899    | Pedro Barrenechea                          | Cap polític propietari       |                                                            |
| 1900    | Pedro Barrenechea                          | Cap polític propietari       |                                                            |

| Període               | President municipal                | Partit polític                       | Notes                                                   |
| --------------------- | ---------------------------------- | ------------------------------------ | ------------------------------------------------------- |
| 1901-1916             | ND                                 |                                      |                                                         |
| 1917                  | Severino Martínez Gómez            |                                      |                                                         |
| 1919                  | Refugio T. Yáñez                   |                                      |                                                         |
| 1921                  | Antonio Humara Acebo               |                                      |                                                         |
| 1922                  | Urbano Pérez                       |                                      |                                                         |
| 1923                  | Pedro Hernández                    |                                      |                                                         |
| 1925                  | Pedro Hernández                    |                                      | Presidente del Concejo Municipal                        |
| 1926                  | Eugenio B. Jiménez                 |                                      |                                                         |
| 1928-1929             | Marcelino Zúñiga                   |                                      |                                                         |
| 1931                  | Efrén González                     | PNR                                  |                                                         |
| 1932                  | Rutilio Alamilla                   | PNR                                  |                                                         |
| 1933                  | Vicente Segura                     | PNR                                  |                                                         |
| 1934-1935             | Hipólito Cedillo                   | PNR                                  |                                                         |
| 1936-1937             | José García Zamora                 | PNR                                  |                                                         |
| 1938                  | Ernesto Higuera                    | PNR                                  |                                                         |
| 1938                  | Alberto Z. Araujo                  |                                      | Presidente del Concejo Municipal                        |
| 1939-1940             | Manuel Parra López                 | PRM                                  |                                                         |
| 1940-1941             | José L. Cerda                      | PRM                                  |                                                         |
| 1941-1943             | Alfonso Viramontes                 | PRM                                  | Presidente del Concejo Municipal                        |
| 1943-1946             | Ignacio Gómez del Campo            | PRM                                  |                                                         |
| 1946                  | Antonio Garfias                    | PRI                                  | Interí                                                  |
| 1946-1949             | Arturo Medina                      | PRI                                  |                                                         |
| 1949-1952             | Agustín Olivo Monsiváis            | PRI                                  |                                                         |
| 1952                  | Antonio Hernández Guerra           | PRI                                  | Interí                                                  |
| 1952-1955             | Nicólas Pérez Cerrillo             | PRI                                  |                                                         |
| 1955                  | Socorro Blanc Ruiz                 | PRI                                  | Interina                                                |
| 1955-1958             | Alfonso Viramontes, Jr.            | PRI                                  |                                                         |
| 1958-1960             | Salvador Nava Martínez             | Independiente                        |                                                         |
| 1960                  | Antonio Benavente Zarzosa          |                                      | Interí                                                  |
| 1961                  | Leonardo Hopper                    |                                      | Presidente del Concejo Municipal                        |
| 1961-1964             | Javier Silva Staines               | PRI                                  |                                                         |
| 1964-1967             | Manuel Hernández Muro              | PRI                                  |                                                         |
| 1967-1969             | Guillermo Fonseca Álvarez          | PRI                                  |                                                         |
| 1970                  | Gabriel Echenique Portillo         | PRI                                  | Interí                                                  |
| 1970-1973             | Antonio Acebo Delgado              | PRI                                  |                                                         |
| 1973-1976             | Félix Dahuajare Torres             | PRI                                  |                                                         |
| 01/10/1976-30/09/1979 | Juan Antonio Ledezma Zavala        | PRI                                  |                                                         |
| 01/10/1979-30/09/1982 | Miguel Valladares García           | PRI                                  |                                                         |
| 01/10/1982-13/12/1984 | Salvador Nava Martínez             | Frente Cívico Potosino (FCP) PAN PDM |                                                         |
| 14/12/1984-30/09/1985 | María Guadalupe Rodríguez Cabrera  | Frente Cívico Potosino (FCP) PAN PDM | Interina                                                |
| 01/10/1985-30/09/1988 | Guillermo Medina de los Santos     | PRI                                  |                                                         |
| 01/10/1988-30/09/1991 | Guillermo Pizzuto Zamanillo        | Frente Cívico Potosino (FCP) PAN     |                                                         |
| 01/10/1991-30/09/1994 | Mario Leal Campos                  | PAN                                  |                                                         |
| 01/10/1994-24/04/1995 | Fernando Silva Nieto               | PRI                                  | President del Concejo Municipal                         |
| 25/04/1995-30/09/1997 | Luis García Julián                 | PRI                                  |                                                         |
| 01/10/1997-02/04/2000 | Alejandro Zapata Perogordo         | PAN                                  |                                                         |
| 03/04/2000-30/09/2000 | Gloria Rosillo Izquierdo           | PAN                                  | Interina                                                |
| 01/10/2000-18/11/2002 | Marcelo de los Santos              | PAN                                  |                                                         |
| 18/11/2002-07/08/2003 | Homero González Reyes              | PAN                                  | Interí                                                  |
| 08/08/2003-30/09/2003 | Jacobo Payán Latuff                | PAN                                  | President del Concejo Municipal                         |
| 01/10/2003-31/12/2006 | Octavio Pedroza Gaitán             | PAN                                  |                                                         |
| 01/10/2006-30/09/2009 | Jorge Lozano Armengol              | PAN                                  |                                                         |
| 01/10/2009-16/01/2012 | Victoria Labastida Aguirre         | PRI PVEM PSD                         | Electa                                                  |
| 27/01/2012-28/07/2012 | Luis Miguel Ávalos Oyarvides       | PRI PVEM PSD                         | Interí                                                  |
| 28/07/2012-30/09/2012 | Victoria Labastida Aguirre         | PRI PVEM PSD                         | Reasumió                                                |
| 01/10/2012-30/09/2015 | Mario García Valdez                | PRI PVEM                             | Coalició "Compromiso por San Luis"                      |
| 01/10/2015-17/03/2018 | Ricardo Gallardo Juárez            | PRD PT                               |                                                         |
| 17/03/2018-17/07/2018 | Juan Carlos Torres Cedillo         | PRD PT                               | Interí                                                  |
| 17/07/2018-30/09/2018 | Ricardo Gallardo Juárez            | PRD PT                               | Reasumió                                                |
| 01/10/2018-14/11/2020 | Xavier Nava Palacios               | PAN                                  | Demanà llicència per a preparar la reelecció            |
| 15/11/2020-06/06/2021 | Alfredo Lujambio Cataño            | PAN                                  | Interí                                                  |
| 21/06/2021-30/09/2021 | Xavier Nava Palacios               | Morena                               | Reasumió                                                |
| 01/10/2021-18/04/2024 | Enrique Francisco Galindo Ceballos | PRI PAN PRD PCP                      | Demanà llicència per a preparar la reelecció, i guanyà. |
| 19/04/2024-30/06/2024 | Alexandra Daniela Cid González     | PAN                                  | Interina                                                |
| 01/07/2021-30/09/2024 | Enrique Francisco Galindo Ceballos | PRI PAN PRD PCP                      | Reasumió                                                |
| 01/10/2024-30/09/2027 | Enrique Francisco Galindo Ceballos | PAN PRI PRD                          | Primer presidente municipal reelegido                   |